# Alice Jones
Alice Jones, connue sous le nom de plume Alix John, née le 25 août 1853 à Halifax et morte le 27 février 1933 à Menton est une romancière et écrivaine canadienne.

## Biographie
Alice Jones nait le 25 août 1853 à Halifax, en Nouvelle-Écosse. Elle est la fille du lieutenant-gouverneur Alfred Gilpin Jones et de Margaret Wiseman Stairs,. Dans les années 1880 et 1890, elle voyage en Europe et aux Antilles. Au cours de ses voyages, elle écrit des nouvelles pour plusieurs magazines comme The Week ou Frank Leslie's Monthly. Ses visites dans les régions méditerranéennes conduisent à la publication d'une série de récits de voyage parus dans The Week.
Lorsqu'elle revient de ses voyages, elle se tourne vers l'écriture de romans. Elle publie son premier roman, The Night Hawk, sous le nom de plume « Alix John » en 1903. En 1905, elle s'installe à Menton, en France, et y reste jusqu'à sa mort, le 27 février 1933,. Malgré son retour en France, elle continue à inclure des personnages et décors canadiens dans ses œuvres.
Elle donne à ses personnages féminin un caractère particulièrement fort, inhabituel pour l'époque. 
En 1903, The Canadian Magazine la qualifie de « romancière de premier plan au Canada » et l'Oxford Companion to Canadian Literature la compare à Sara Jeannette Duncan pour l'importance qu'elle accorde aux personnages féminins forts.

## Œuvre
- The Night Hawk (1901) [écrit sous le nom de plume « Alix John »] ;
- Bubbles We Buy (1903)
- Gabriel Praed's Castle (1904)
- Marcus Holbaech's Daughter (1912)
- Flames of Frost (1914)